# 지방도 제1117호선
지방도 제1117호선(제1산록도로, 제1한라관광도로)은 대한민국 제주특별자치도 제주시 애월읍 어음리 어음1 교차로에서 아라동 산록도로입구 교차로까지 있는 제주특별자치도의 지방도이다. 한라산의 산록을 가로지르는 도로라서 제1산록도로라고 불리기도 하며 또 다른 이름으로 제1한라관광도로라기도 한다.

## 역사
1974년에 당시 금액으로 사업비 4,700만원을 들여 도로 개설에 착수해 1975년 7월에 폭 2차선으로 1차 개설되었다. 이 도로는 한라산 북쪽 지역의 해발 600m 이상 되는 지역을 동서로 가로지르게 개설되었는데, 당시 기술로는 공사 난이도가 높고 골재 또한 구하기 어려워 도로 개설에 애로 사항이 많았다고 한다. 이 때문에 이 도로를 개설할 때 궁여지책으로 인근 지역 주민들을 고용해 도로 개설에 참여시키기도 했다.
이후 관음사 ~ 어승생공단 6km 구간이 개설되었으며, 1989년에는 관음사 ~ 제주공설묘지 구간이, 1995년에는 1100도로 ~ 서부산업도로 구간이 개설되었다. 1996년 6월에 제주공설묘지 북쪽 2.5km 구간이 개설됨으로써 지금의 형태가 갖추어졌으며, 총 투입된 재원은 약 129억원에 이른다고 한다.
- 1979년 4월 26일 : 제주시 월평동과 북제주군 애월면 금덕리를 잇는 연장 20km의 지방도 제1117호 제1한라관광도로 노선 신설[4]
- 1990년 8월 22일 : 도로명을 산록도로로 지정[5]
- 1995년 10월 5일 : 지방도 노선 폐지 및 재지정[6]
- 2003년 4월 7일 : 지방도 노선 폐지 및 재지정[7]

## 주요 경유지
- 제주시
  - 애월읍 어음1 교차로 - 상가리 - 제주승마공원 - 유수암리 - 고성리 - 제2광령교
  - 노형동 제2광령교 - 어승생삼거리 - 제주시공동묘지
  - 연동 노루생이삼거리
  - 오라동 제주과학고등학교, 탐라교육원 - 탐라교
  - 아라동 탐라교 - 관음사지구야영장 - 관음사 - 산록도로입구

## 중복 구간
- 제주시 노형동 어승생삼거리 ~ 연동 노루생이삼거리 : 지방도 제1139호선

## 도로명
- 제주시 애월읍 어음1 교차로 ~ 노형동 어승생삼거리 : 산록서로
- 제주시 노형동 어승생삼거리 ~ 연동 노루생이삼거리 : 1100도로
- 제주시 연동 노루생이삼거리 ~ 아라동 산록도로입구 : 산록북로